# Scott Peters (polityk)
Scott Harvey Peters (ur. 17 czerwca 1958 w Springfield) – amerykański polityk, członek Partii Demokratycznej.

## Działalność polityczna
Od 2000 do 2008 był członkiem Rady Miasta San Diego. Od 3 stycznia 2013 jest przedstawicielem 52. okręgu wyborczego w stanie Kalifornia w Izbie Reprezentantów Stanów Zjednoczonych.